# Alexander Hurd
Alexander Hurd   (Montreal, 21 de juliol de 1910 - Tampa, 28 de maig de 1982) fou un patinador de velocitat sobre gel quebequès que va competir durant la dècada de 1930.

## Biografia
Va néixer el 21 de juliol de 1910 a la ciutat quebequesa de Montreal. En finalitzar la seva carrera esportiva s'instal·là als Estats Units, morint a la ciutat de Tampa (Florida) el 28 de maig de 1982.

## Carrera esportiva
Participà en les proves de patinatge de velocitat els Jocs Olímpics d'Hivern de 1932 celebrats a Lake Placid (Estats Units), on finalitzà tercer en la prova de 500 metres i segon en la prova de 1.500 metres. A més participà en les proves de 5.000 m., on fou eliminat en la primera ronda, i en els 10.000 m., on finalitzà en la setena posició.

### Rècords personals
| Prova    | Temps   | Data |
| -------- | ------- | ---- |
| 500 m    | 43.8    | 1934 |
| 1.500 m  | 2.27.1  | 1934 |
| 5.000 m  | 8.50.6  | 1934 |
| 10.000 m | 19.20.0 | 1934 |